# Pour toujours (film)
Pour les articles homonymes, voir Pour toujours.
Pour plus de détails, voir Fiche technique et Distribution.
Pour toujours (La dea fortuna) est un film italien réalisé par Ferzan Özpetek, sorti en 2019.

## Synopsis
Arturo et Alessandro vivent ensemble depuis plus de quinze ans. Un jour, Annamaria, la meilleure amie d'Alessandro, confie ses deux enfants Martina et Sandro au couple pendant qu'elle doit aller à l’hôpital pour passer des examens.

## Fiche technique
- Titre original : La dea fortuna
- Titre français : Pour toujours
- Réalisation : Ferzan Özpetek
- Scénario : Ferzan Özpetek, Silvia Ranfagni et Gianni Romoli
- Direction artistique : Cristina Vittoria Marazzi
- Décors : Giulia Busnengo
- Costumes : Monica Gaetani et Alessandro Lai
- Photographie : Gian Filippo Corticelli
- Son : Fabio Conca
- Montage : Pietro Morana
- Musique : Pasquale Catalano
- Production : Gianni Romoli, Tilde Corsi
- Sociétés de production : Warner Bros. Entertainment Italia, R&C Produzioni, Faros Film 
  - Sociétés de distribution : Warner Bros. Entertainment Italia (Italie)
  - Destiny Films (France)
- Budget : 4 millions d'euros
- Pays d'origine :  Italie
- Langue originale : italien
- Format : couleur — 2,35:1
- Genre : drame
- Durée : 114 minutes
- Dates de sortie :
  - Italie : 29 décembre 2019
  - France : 1er juillet 2021 (avant-première au festival Écrans mixtes de Lyon) ; 9 février 2022 (sortie nationale)

## Distribution
- Edoardo Leo : Alessandro Marchetti
- Stefano Accorsi : Arturo
- Jasmine Trinca : Annamaria Muscarà
- Serra Yılmaz : Esra
- Barbara Alberti : Elena Muscarà
- Sara Ciocca : Martina
- Edoardo Brandi : Alessandro « Sandro » Muscarà
- Cristina Bugatty (it) : Mina
- Filippo Nigro : Filippo
- Loredana Cannata : Melina

## Sortie

### Accueil critique
En France, le site Allociné recense une moyenne des critiques presse de 3,4/5.

## Distinctions

### Récompenses
- David di Donatello 2020 : meilleure actrice pour Jasmine Trinca et meilleure chanson originale pour Che vita meravigliosa de Diodato[2],[3]
- Rubans d'argent 2020 : meilleure actrice pour Jasmine Trinca, meilleure musique de film pour Pasquale Catalano et meilleure chanson originale pour Che vita meravigliosa de Diodato[4]

### Nominations
- David di Donatello 2020 : meilleur scénario original et David Jeune
- Rubans d'argent 2020 : meilleur film, meilleur réalisateur, meilleur scénario adapté, meilleur acteur